# Victoria Nyanjura
Victoria Nyanjura (Oyam, Uganda, 1982) es una activista por los derechos de las mujeres, fundadora y directora de Women in Action for Women, una organización que apoya a las sobrevivientes del conflicto en el norte de Uganda a través de la formación profesional. Fue secuestrada en 1996 por el Ejército de Resistencia del Señor cuando era una niña y sometida a matrimonio forzado, violación, maltrato y tortura física y emocional.

## Biografía
En 1996, con 14 años, fue secuestrada junto con otras 138 niñas por el Ejército de Resistencia del Señor (LRA), un grupo rebelde del norte de Uganda. El LRA se caracterizaba por el secuestro de niños y niñas, a menudo en escuelas como la St. Mary's College Aboke, un internado católico para niñas en el distrito de Kole, en el que estudiaba Victoria. La directora de la escuela, la hermana Rachele Fassera, negoció con el LRA el regreso de todas las niñas pero el grupo armado solo permitió el regreso de 109, y se llevó a las otras 30, entre ellas Victoria.
La casaron con un comandante y al año siguiente la trasladaron a Sudán del Sur. Convertida en esclava sexual, durante ocho años fue violada, maltratada y torturada.  Mientras estuvo en cautiverio tuvo dos hijos, fruto de las repetidas violaciones. En 2004, tras ocho años de cautiverio logró escapar durante un enfrentamiento entre LRA y el ejército y regresó a Uganda.
Pasó por un proceso de rehabilitación antes de volver a la casa de su familia y a los 22 años quiso regresar a la escuela para completar sus estudios, interrumpidos por el secuestro. Después, se licenció en Sociología del Desarrollo en la Universidad de Kyambogo, Uganda. Más tarde hizo un posgrado en el Uganda Management Institute con el fin de medir el impacto que tienen las respuestas de los gobiernos en las mujeres, niños y niñas afectadas por conflictos. Realizó un máster en Asuntos Globales con especialización en Estudios Internacionales para la Paz en la Universidad de Notre Dame y completó una pasantía en Generations for Peace, con sede en Washington, D.C. Los contactos realizados durante su formación fueron fundamentales para conectarla con una red global de activistas y recursos que apoyan su trabajo de defensa de derechos en situaciones posconflicto.
Trabajó como voluntaria en Concerned Parents Association Uganda, organización dedicada a la promoción de la paz y la estabilidad social de los niños afectados por la guerra. Participó en el Proyecto Justicia y Reconciliación en Gulu, organización no gubernamental local dedicada a la rehabilitación de mujeres afectadas por la guerra en el norte de Uganda.
En 2018, fundó Women in Action for Women (WAW) para ayudar a sobrevivientes del LRA. Esta organización se centra en empoderar a mujeres y jóvenes mediante formación profesional, formación empresarial y asistencia para acceder a servicios esenciales y mejorar sus ingresos a través del desarrollo de habilidades vocacionales, creación de pequeñas empresas y el acceso a créditos. La organización prioriza la autosuficiencia y la ayuda mutua y se ha convertido en una poderosa red que conecta a mujeres de comunidades aisladas de Uganda.

La acción colectiva es fuerza, así que por favor, abrácenla y cuídenla con celo. Para detener la violencia, especialmente contra las mujeres y las niñas, la educación es clave.
Victoria Nyanjura

Es una de las fundadoras de la Red Global de Supervivientes, organización internacional que apoya a sobrevivientes de la esclavitud moderna, violencia contra las mujeres y la niñez, y abuso policíaco.
En 2024, fue nombrada presidenta del Fondo Fiduciario de las Naciones Unidas para las Víctimas de la Trata de Personas  (UNVTF), cargo desde el que trabaja para amplificar las voces de las personas sobrevivientes e impulsar iniciativas políticas que aborden las necesidades de las mujeres, niñas y niños afectados por conflictos y garantizar que reciban el apoyo necesario para su sanación y recuperación. 

## Reconocimientos
En 2018, recibió el Premio Navarra a la Solidaridad Internacional, organizado por el Gobierno de Navarra, el Gobierno de España y Laboral Kutxa. El premio reconoce a personas, organizaciones no gubernamentales e instituciones cuyos trabajos promueven los Objetivos de Desarrollo Sostenible de las Naciones Unidas. Compartió el galardón y un premio económico con otras tres mujeres activistas africanas: Hulo Guillabert, Theresa Kachindamoto y Oumou Sall-Seck.
En 2019 fue la ganadora del premio Ginetta Sagan de Amnistía Internacional de Estados Unidos por su defensa de las mujeres y niños desplazados por la guerra civil en Uganda y su trabajo para ayudar a mujeres vulnerables a adquirir habilidades profesionales.